# Fresenius
Fresenius SE & Co. KGaA - європейська транснаціональна компанія охорони здоров'я зі штаб-квартирою в Бад-Гомбургу, Німеччина. Вона надає продукти та послуги для діалізу в лікарнях, а також стаціонарну та амбулаторну медичну допомогу. Компанія займається управлінням лікарнями, а також інжинірингом та послугами для медичних центрів та інших закладів охорони здоров'я.
Компанія посідала 411 місце у списку Forbes Global 2000 у 2023 р.
У березні 2022 року вона оголосила про плани злиття з InterWell Health та Cricket Health для створення нової компанії, яка працюватиме під брендом InterWell Health, зосередженої на послугах на ранніх стадіях захворювань нирок.